# 야자수 (밴드)
야자수(Yajasu)는 대한민국의 4인조 인디 록 밴드이다.

## 역사

### 결성
2022년 3월 19일에 밴드의 리더 김재영에 의해 부산에서 결성되었다. 부산 일대 라이브 클럽에서 활동하며 입지를 다졌으며, 2023년 4월 17일에 EP "Yaho!"로 정식 데뷔하였다.

## 구성원
- 김재영 (보컬, 기타)
- 김정원 (기타)
- 하준 (베이스)
- 박요한 (드럼)

## 음반 목록
- EP "Yaho!" (2023.04)[1]
- 싱글 "After Sunshine" (2023.12)
- 정규 1집 “갯바위에서” (2024.10)

## 주요 활동
- 영화의전당 《빅루프 뮤직 페스티벌》 (2023)[2]
- KT&G 상상마당 부산 《2023 상상라이브연습실》 (2023)[3]
- KT&G 상상마당 부산 《부산락킹루키쇼》 (2023)[4]
- 부산국제록페스티벌 《Bu-long night》 (2024)[5]

## 참조
1. ↑  “[방호정의 컬쳐 쇼크 & 조크]  야자수 첫 번째 EP ‘Yaho!’”. 2023년 12월 27일에 확인함.
2. ↑  “[빅루프뮤직페스티벌 - 야자수]”. 2023년 12월 27일에 확인함.
3. ↑  KT&G상상마당. “KT&G상상마당”. 2023년 12월 27일에 확인함.
4. ↑  KT&G상상마당. “KT&G상상마당”. 2023년 12월 27일에 확인함.
5. ↑  “2024 부산국제록페스티벌”.